# Erimystax
Erimystax is een geslacht van straalvinnige vissen uit de familie van karpers (Cyprinidae).

## Soorten
- Erimystax cahni (Hubbs & Crowe, 1956)
- Erimystax dissimilis (Kirtland, 1840)
- Erimystax harryi (Hubbs & Crowe, 1956)
- Erimystax insignis (Hubbs & Crowe, 1956)
- Erimystax x-punctatus (Hubbs & Crowe, 1956)